# Richard Cross, 1. Viscount Cross

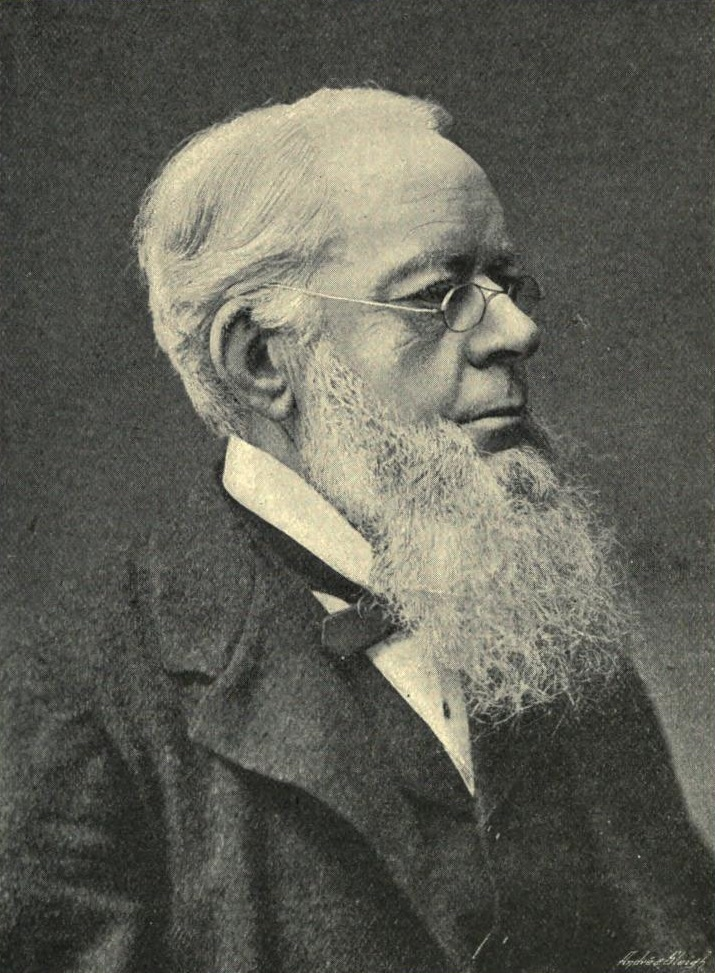
Richard Assheton Cross, 1. Viscount Cross

Richard Assheton Cross, 1. Viscount Cross GCB GCSI PC FRS (* 30. März 1823 in Red Scar bei Preston, Lancashire; † 8. Januar 1914 in Broughton-in-Furness, Lancashire) war ein britischer Politiker der Conservative Party, der 23 Jahre lang Abgeordneter des House of Commons sowie Innenminister, Minister für Indien, Lordsiegelbewahrer und Chancellor of the Duchy of Lancaster war. 1886 wurde er als Viscount Cross in den erblichen Adelsstand erhoben und gehörte damit bis zu seinem Tod dem House of Lords als Mitglied an.

## Leben

### Rechtsanwalt, Unterhausabgeordneter und Innenminister
Cross, dessen Vater William Cross zeitweise Deputy Lieutenant von Lancashire war, absolvierte nach dem Schulbesuch ein Studium an der University of Cambridge, das er mit einem Bachelor of Arts (B.A.) abschloss. Nach einem Studium der Rechtswissenschaften nahm er nach seiner anwaltlichen Zulassung bei der Rechtsanwaltskammer (Inns of Court) von Inner Temple 1849 eine Tätigkeit als Barrister auf.
Am 27. März 1857 wurde er als Kandidat der Conservative Party erstmals zum Abgeordneten in das House of Commons gewählt und vertrat dort zunächst bis 1862 den Wahlkreis Preston. Am 17. November 1868 wurde er für die konservativen Tories abermals zum Abgeordneten des Unterhauses gewählt und vertrat erst mehr als 17 Jahre lang den Wahlkreis Lancashire Southwest, ehe er zuletzt zwischen dem 24. November 1885 und dem 19. August 1886 den Wahlkreis Newton.
Premierminister Benjamin Disraeli berief ihn am 21. Februar 1874 als Innenminister (Home Secretary) in dessen Regierung, der er bis zum Ende von Disraelis Amtszeit am 23. April 1880 angehörte. 1874 wurde er zudem zum Privy Counsellor (PC) ernannt. Während dieser Zeit wurde er für seine langjährigen anwaltlichen Verdienste 1876 zu einem der sogenannten Bencher der Anwaltskammer von Inner Temple ernannt sowie auch zum Fellow der Royal Society berufen.
Am 24. Juni 1885 übernahm Cross im Kabinett von Premierminister Robert Gascoyne-Cecil, 3. Marquess of Salisbury erneut das Amt des Innenministers und behielt dieses bis zum Ende von dessen Amtszeit am 1. Februar 1886.

### Indienminister, Oberhausmitglied und Lordsiegelbewahrer

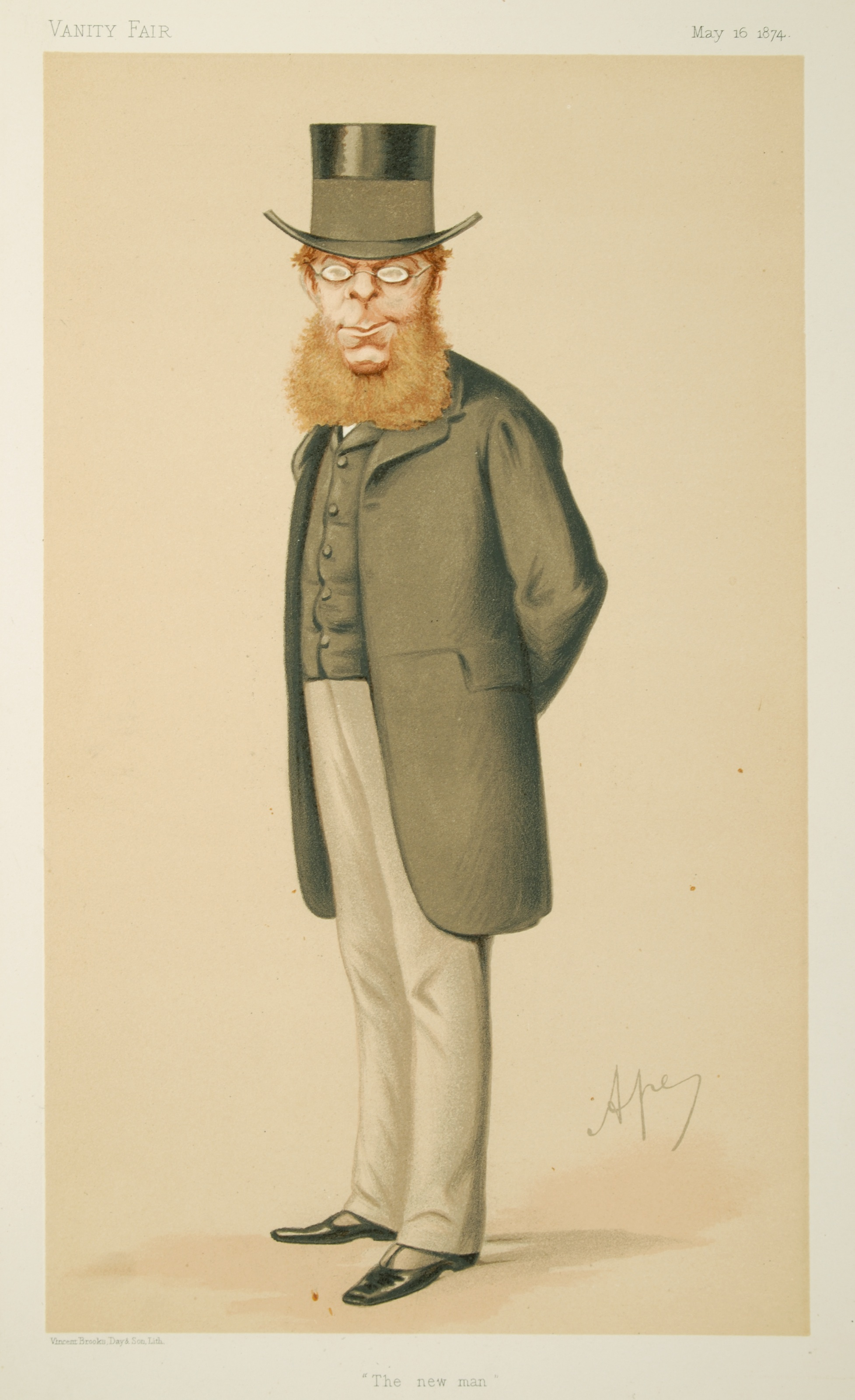
Richard Assheton Cross (Karikatur im Magazin Vanity Fair vom 16. Mai 1874)

Nachdem Robert Gascoyne-Cecil, 3. Marquess of Salisbury, am 3. August 1886 erneut das Amt des Premierministers übernahm, wurde Cross Indienminister (Secretary of State for India) und verblieb in diesem Ministeramt bis zum Ende der Amtszeit des Marquess of Salisbury am 11. August 1892.
Wenige Tage nach seinem Amtsantritt als Indienminister wurde Cross durch ein Letters Patent vom 19. August 1886 als Viscount Cross, of Broughton-in-Furness, in the County of Lancaster in den erblichen Adelsstand (Hereditary Peerage) erhoben und gehörte damit bis zu seinem Tod dem House of Lords als Mitglied an. Während dieser Zeit wurde ihm Ehrendoktorwürden (Honorary Degree) als Doctor of Law (LL.D.) der University of Cambridge, der University of Leeds, der University of St Andrews sowie als Doctor of Civil Law (D.C.L.) der University of Oxford verliehen.
Premierminister Robert Arthur Talbot Gascoyne-Cecil, 3. Marquess of Salisbury, berief ihn am 25. Juni 1895 auch in dessen drittes Kabinett, und zwar diesmal bis 1900 als Lordsiegelbewahrer (Lord Privy Seal). Zugleich bekleidete er vom 29. Juni bis zum 4. Juli 1895 auch vorübergehend das Amt des Chancellor of the Duchy of Lancaster.
Viscount Cross, der 1895 auch Schatzmeister (Treasurer) der Anwaltskammer von Inner Temple war, wurde auch die Würde als Knight Grand Commander des Order of the Star of India (GCSI) sowie als Knight Grand Cross des Order of the Bath (GCB) verliehen. Darüber hinaus fungierte er zeitweilig als Friedensrichter (Justice of the Peace) von Cheshire und Lancashire sowie als Deputy Lieutenant von Lancashire.
Aus seiner am 4. Mai 1852 mit Georgina Lyon, Tochter des Deputy Lieutenant Thomas Lyon, geschlossenen Ehe gingen zwei Töchter und drei Söhne hervor. Sein ältester Sohn William Henry Cross war zwischen 1888 und seinem Tod 1892 Abgeordneter des House of Commons für den Wahlkreis Liverpool West Derby. Da er jedoch vor seinem Vater verstarb, erbte dessen Sohn Richard Assheton Cross nach dem Tod seines Großvaters den Titel als 2. Viscount Cross und die damit verbundene Mitgliedschaft im House of Lords.